# Hemeroblemma divulgata
Hemeroblemma divulgata är en fjärilsart som beskrevs av Walker 1865. Hemeroblemma divulgata ingår i släktet Hemeroblemma och familjen nattflyn. Inga underarter finns listade i Catalogue of Life.